# Wasenmeisterei (Marktsteft)
Wasenmeisterei (früher auch Fallmeisterhaus) ist eine Einöde in der Gemarkung des Marktstefter Gemeindeteils Michelfeld im unterfränkischen Landkreis Kitzingen.

## Geografische Lage
Die Wasenmeisterei liegt im äußersten Südosten des Marktstefter Gemeindegebiets in der Michelfelder Flurlage Kühwasen. Nördlich befindet sich in etwa einem Kilometer Entfernung Michelfeld. Weiter östlich beginnt ein Ausläufer des Gebiets von Mainbernheim. Südlich treffen mehrere Gemarkungen aufeinander, es schließen sich die Fluren von Willanzheim (Südosten), dem Seinsheimer Ortsteil Tiefenstockheim (Süden) und von Obernbreit (Südwesten) an. Westlich liegt Marktbreit.

## Geschichte
Der heutige Gemeindeteil Wasenmeisterei ist eng mit der Kulturgeschichte der Region verbunden. Bereits seit dem Mittelalter existierten Einzelhöfe abseits der Dörfer, die von den sogenannten Wasenmeistern oder Abdeckern bewohnt wurden. Sie waren von der Obrigkeit dazu verpflichtet, die Tierkadaver ihres Bezirks zu sammeln und zu entfernen. Die Geruchsbelästigung und die Krankheitsgefahr führten dazu, dass die Wasenmeister zu den unehrlichen Berufen gerechnet wurden.
Die Wasenmeisterei bei Michelfeld war für die Beseitigung der Kadaver in den Bezirken Marktsteft und Mainbernheim zuständig und den Markgrafen von Brandenburg-Ansbach unterstellt. Die Herrschaft unterhielt die Meisterei und verpachtete den Hof an die Wasenmeister. In einer Quelle von 1735 wurde die Wasenmeisterei beschrieben. Danach war das Anwesen von einer Mauer umgeben und mit einer sogenannten Luderhütte zur Aufbewahrung der Kadaver sowie einem Hundestall ausgestattet.
Zwischen 1737 und 1794 saß dort der Wasenmeister Schwarz, am 31. Dezember 1795 kam ein gewisser Lang in das Amt. Bis 1844 sind für die Marktstefter Wasenmeisterei die Meister Torwarth, Schneider und Dennerlein nachgewiesen. Die Wasenmeisterei blieb erhalten, als die Markgrafschaft aufgelöst und die ehemaligen herrschaftlichen Dörfer zum Königreich Bayern kamen. Erst verbesserte hygienische Bedingungen und die Zentralisierung der Kadaververwertung machten die Wasenmeisterei in der Mitte des 19. Jahrhunderts überflüssig.